# Барилович (Хорватия)
Барилович (хорв. Barilović) — община с центром в одноимённой деревне в центральной части Хорватии, в Карловацкой жупании. Население общины — 2990 человек (2011), население деревни — 300 человек. В состав общины кроме административного центра входят ещё 43 деревни.
Большинство населения общины составляют хорваты — 87,3 %, сербы составляют 11,8 % населения.
Населённые пункты общины находятся в холмистой местности, в долине реки Корана в 12 км к югу от центра города Карловац. В 8 км к северо-западу от Бариловича находится город Дуга-Реса, где находится ж/д станция на линии Карловац — Риека. Местные автомобильные дороги соединяют Барилович с Дуга-Ресой, окрестными деревнями и шоссе D1 (Загреб — Карловац — Книн — Сплит).
В деревне Барилович сохранились развалины средневековой крепости.